# Charged GBH
Charged GBH (också känd som GBH) är ett brittiskt hardcorepunkband som bildades 1979. De är, tillsammans med The Exploited och Varukers, ett av de främsta banden inom UK82-scenen. Deras mest kända låtar är "City Baby Attacked By Rats", "Bellend Bop", "Big Women", "Junkies", "Generals" m.fl.

## Medlemmar
Nuvarande medlemmar
- Colin Abrahall – sång (1978–)
- Colin "Jock" Blyth – gitarr (1978–)
- Ross Lomas – basgitarr (1978–)
- Scott Preece – trummor (1994–)

Tidigare medlemma
- Sean McCarthy – basgitarr (1978)
- Andrew "Wilf" Williams – trummor (1978–1986)
- Kai Reder – trummor (1986–1992)
- Joseph "Fish" Montanaro – trummor (1992–1994)

## Diskografi
Studioalbum
- 1982 – City Baby Attacked By Rats
- 1983 – City Babys Revenge
- 1986 – Midnight Madness And Beyond
- 1987 – No Need To Panic
- 1989 – A Fridge Too Far
- 1990 – From Here To Reality
- 1992 – Church of the Truly Warped
- 1996 – Punk Junkies
- 2002 – Ha Ha
- 2004 – Cruel and Unusual
- 2010 – Perfume and Piss
- 2017 – Momentum

Livealbum
- 1989 – No Survivors '83
- 1993 – Live In Japan
- 1996 – Celebrity Live Style
- 1999 – Live In Los Angeles (återutgivning av Celebrity Live Style)
- 2014 – Dover Showplace 1983
- 2015 – Live At The Ace Brixton 1983
- 2016 – City Baby Attacked By Rats

EPs
- 1981 – Leather, Bristles, Studs, And Acne (mini-album)
- 1986 – Oh No, It's GBH Again
- 1988 – Wot A Bargain'

Singlar
- 1982 – "No Survivors" / "Self Destruct" / "Big Women"
- 1982 – "Sick Boy" / "Slit Your Own Throat" / "Am I Dead Yet"
- 1982 – "Give Me Fire" / "Man-Trap"
- 1983 – "Catch 23" / "Hellhole"
- 1984 – "Do What You Do" / "Four Men"
- 2015 – "Live At Nottingham Rowing Club 19.11.83"

Samlingsalbum
- 1982 – Punk And Disorderly
- 1982 – Leather, Bristles, No Survivors & Sick Boys
- 1986 – Clay Years 1981-1984
- 1989 – No Survivors '83
- 1992 – The Clay Recordings
- 1995 - The Clay Punk Singles Collection
- 1999 – Punk Rock Hits
- 2002 – The Punk Singles 1981-84
- 2005 – Dead on Arrival: A Punk Rock Anthology
- 2007 – Race Against Time: The Complete Clay Recordings